# Eva López Barrio
Eva López Barrio (Escairón, Lugo-1969) es una científica española experta en técnica de transferencia de conocimiento. Coordina el Proyecto Woman Emprende de la Universidad de Santiago de Compostela y el Convenio Innovatia 8.3 del Instituto de la Mujeres. Forma parte de la Asociación de Mujeres Investigadoras y Tecnólogas de España.

## Biografía
López Barrio es Licenciada en Ciencias Económicas por la Universidad de Santiago de Compostela con un máster en Dirección y Gestión de Comercio Exterior. Comenzó trabajando en la empresa privada como directora de marketing en el Grupo de Empresas Álvarez y Controller económico-financiero de una de las fábricas del grupo, y directora de exportación de la empresa Calor Color para más tarde desarrollar su carrera en el ámbito académico dentro de la Universidad de Santiago de Compostela organizando seminarios, charlas y cursos acerca de la creación en sectores innovadores impulsadas por mujeres.

### Trayectoria profesional
Su área de especialización es el análisis y la promoción de la investigación orientada a la creación de spin-off, iniciativas empresariales marcado por el uso de nuevos procesos, productos o servicios basados en el conocimiento adquirido por los resultados obtenidos en la propia Universidad.
Desde el 2006 es Responsable del Programa Woman Emprende de la Universidad de Santiago de Compostela, que dentro del programa Uniemprende, pretende fomentar la creación de empresas por parte de las mujeres dentro del ámbito de la universidad. López Barrio participa en distintos grupos de trabajo, como el de la Red.es del Observatorio Nacional de Telecomunicaciones para la SI (ONTSI) dentro del grupo sobre igualdad de género en el ámbito digital o en la Comisión de Trabajo Mujeres en Innovación y Emprendimiento. Además tutoriza desde 2012 a empresarias que han recibido ayudas Emega, concedidas por la Junta de Galicia, acompañándolas en la consolidación de sus empresas.
Desde 2011 coordina el Proyecto Innovatia del Instituto de la mujer que trabaja en el desarrollo de metodologías de spin-offs para mujeres universitarias con el objetivo de guiar a las Oficinas de Transferencia de Resultados de Investigación (OTRI) de universidades y centros de investigación de España.

### Publicaciones
En diciembre de 2019 fue coautora del Informe: Mujeres e Innovación elaborado por el Observatorio Mujeres, Ciencia e Innovación (OMCI). Ha colaboró también  como autora en el Manual de Procedimientos, la Guía Emprende Igual o la Guía para la elaboración de un plan de empresas en las que se incorpora la perspectiva de género en todas las fases del proceso de creación de empresas universitarias.